# Kırşehir (circonscription électorale)
La circonscription électorale de Kırşehir correspond à la province du même nom et envoie 2 députés à la Grande assemblée nationale de Turquie.

## Composition
La circonscription de Kırşehir est divisée en 7 districts (ilçe). Chaque district est composé d'un chef-lieu et de municipalités (communes et villages).

### Élections législatives de 2018
| Partis                   | Partis                                        | Voix    | %     | Sièges | +/-           | Élus             |
| ------------------------ | --------------------------------------------- | ------- | ----- | ------ | ------------- | ---------------- |
|                          | Parti de la justice et du développement (AKP) | 59 471  | 41,24 | 1      | 1             | Mustafa Kendirli |
|                          | Parti républicain du peuple (CHP)             | 36 861  | 25,56 | 1      | 1             | Metin İlhan      |
|                          | Parti d'action nationaliste (MHP)             | 24 418  | 16,93 | 0      | en stagnation |                  |
|                          | Le Bon Parti (İYİ)                            | 14 062  | 9,75  | 0      | Nv.           |                  |
|                          | Parti démocratique des peuples (HDP)          | 6 779   | 4,70  | 0      | en stagnation |                  |
|                          | Parti de la félicité (SP)                     | 1 437   | 1,00  | 0      | en stagnation |                  |
|                          | Parti patriote (VATAN)                        | 295     | 0,20  | 0      | en stagnation |                  |
|                          | Parti de la cause libre (HÜDA PAR)            | 259     | 0,18  | 0      | en stagnation |                  |
|                          | Indépendants (Ind.)                           | 101     | 0,07  | 0      | en stagnation |                  |
|                          |                                               |         |       |        |               |                  |
| Total                    | Total                                         | 144 223 | 100   | 2      | en stagnation | -                |
| Inscrits / participation | Inscrits / participation                      | 166 167 | 86,24 |        |               |                  |

### Élections législatives de 2023
| Partis                   | Partis                                        | Voix    | %     | Sièges | +/-           | Élus            |
| ------------------------ | --------------------------------------------- | ------- | ----- | ------ | ------------- | --------------- |
|                          | Parti de la justice et du développement (AKP) | 59 700  | 38,84 | 1      | en stagnation | Necmettin Erkan |
|                          | Parti républicain du peuple (CHP)             | 44 883  | 29,20 | 1      | en stagnation | Metin İlhan     |
|                          | Parti d'action nationaliste (MHP)             | 22 830  | 14,85 | 0      | en stagnation |                 |
|                          | Le Bon Parti (İYİ)                            | 11 077  | 7,21  | 0      | en stagnation |                 |
|                          | Parti de la gauche verte (YSP)                | 4 195   | 2,73  | 0      | en stagnation |                 |
|                          | Parti de la victoire (ZP)                     | 2 963   | 1,93  | 0      | Nv.           |                 |
|                          | Nouveau parti de la prospérité (YRP)          | 2 458   | 1,60  | 0      | Nv.           |                 |
|                          | Parti de la grande unité (BBP)                | 1 514   | 0,98  | 0      | en stagnation |                 |
|                          | Parti de la patrie (M)                        | 1 156   | 0,75  | 0      | Nv.           |                 |
|                          | Parti des travailleurs de Turquie (TIP)       | 739     | 0,48  | 0      | en stagnation |                 |
|                          | Parti de la justice (AP)                      | 549     | 0,36  | 0      | Nv.           |                 |
|                          | Parti de la mère patrie (ANAP)                | 400     | 0,26  | 0      | en stagnation |                 |
|                          | Parti de la route nationale (MYP)             | 210     | 0,14  | 0      | Nv.           |                 |
|                          | Parti de l'union du pouvoir (GBP)             | 152     | 0,10  | 0      | Nv.           |                 |
|                          | Parti de gauche (SOL)                         | 144     | 0,09  | 0      | en stagnation |                 |
|                          | Parti communiste de Turquie (TKP)             | 137     | 0,09  | 0      | en stagnation |                 |
|                          | Parti jeune (GP)                              | 123     | 0,08  | 0      | en stagnation |                 |
|                          | Parti de la nation (MP)                       | 119     | 0,08  | 0      | en stagnation |                 |
|                          | Parti des droits et libertés (HAK)            | 112     | 0,07  | 0      | en stagnation |                 |
|                          | Parti de libération du peuple (HKP)           | 91      | 0,06  | 0      | en stagnation |                 |
|                          | Parti patriote (VATAN)                        | 88      | 0,06  | 0      | en stagnation |                 |
|                          | Mouvement communiste (TKH)                    | 35      | 0,02  | 0      | Nv.           |                 |
|                          | Parti de l'innovation (YP)                    | 31      | 0,02  | 0      | Nv.           |                 |
|                          | Parti de la justice et de l'unité (AB)        | 7       | 0,00  | 0      | Nv.           |                 |
|                          |                                               |         |       |        |               |                 |
| Total                    | Total                                         | 153 713 | 100   | 2      | en stagnation | -               |
| Inscrits / participation | Inscrits / participation                      | 174 209 | 87,54 |        |               |                 |